# Hans Kusters Music
Hans Kusters Music is een onafhankelijk platenlabel en muziekpublisher, gesticht door Hans Kusters in 1972.

## Labels
HKM Labels omvat ook een aantal labels, waarmee ze verschillende genres afdekken, onder meer van cabaret tot jazz, en van rock tot literatuur. Op deze labels verschijnen artiesten als Stef Bos, Clouseau, Boudewijn de Groot, Ivan Paduart, Rony Verbiest, De Hobbyisten, El Fish, Vandiekomsa, Ingeborg, Jack van Poll, en Johan Verminnen.
Door de aankoopstrategie van September Jazz Records (opgericht door Jack van Poll in 1984), Selection Records, Bizet Productions (met de Jazz Club serie van Felix-Robert Faecq en Veronique Bizet) en het B.Sharp label (bezield door Pierre Pletinckx, en dat ook sommige opnames uit de Jazz Cats serie van René Gailly heruitgaf) heeft Hans Kusters Music toegang tot een belangrijk stuk van het Belgische jazzverleden.
HKM RecordsDit label brengt muziek uit van onder meer Mathias Vergels, Mannen van Naam en Ida de Nijs.
RanaDit label brengt muziek uit van onder meer El Fish en Dirk Van Esbroeck.
HKM LiteratuurHet HKM Literatuur Label brengt literatuur en poëzie van onder meer Ramsey Nasr, Kris van Steenberge en Herman Brusselmans.
HPKDit label brengt muziek uit van onder meer Philippe Robrecht en Johnny White
HansDit label brengt voornamelijk muziek van Boudewijn de Groot.
GranotaDit label brengt voornamelijk muziek van Wannes Van de Velde.
SeptemberHans Kusters Music brengt jazzplaten uit onder het September label, dat opgericht werd door Jack van Poll in 1984.
Bizet Productions (deels heruitgegeven onder het September label)Hans Kusters Music kocht de Bizet Productions catalogus, waarin de jazzproducties van Félix-Robert Faecq en later Veronique Bizet ook samengebracht werden onder de noemer Jazz Club. Ze brachten een aantal van de jazzplaten in die serie van de catalogus opnieuw uit onder het September label.
September B.SharpHans Kusters Music kocht de catalogus van B.Sharp Records in Oktober 2019 en bracht al een selectie van de catalogus opnieuw uit onder hun September B.Sharp sublabel. B.Sharp Records, bezield door Pierre Pletinckx, bracht zelf een aantal jazzplaten terug uit op CD van de serie Jazz Cats bij René Gailly International Productions. Ook die opnames worden opnieuw heruitgegeven via September B.Sharp.
Selection RecordsSelection Records was een Belgisch bibliotheekmuziek label. Een bekende artiest op Selection Records was René Costy.

## Publisher
Als publisher representeert het bedrijf originele copyrights van hoofdzakelijk Belgische en Nederlandse auteurs en componisten, onder meer Roland Verlooven, Clouseau, Stef Bos, Boudewijn de Groot, Rowwen Heze, Jack van Poll, El Fish, Hans de Booij, Het Gebaar, Pater Moeskroen, en Wannes Van De Velde. Hans Kusters Music is ook de publisher of sub-publisher van een aantal internationale catalogi, onder meer Jalma Music (Tom Waits), New Hidden Valley Music (Burt Bacharach), Chelsea Music.